# Copperbelt

Provinsens läge i Zambia

Copperbelt är en provins i norra Zambia vilken är rik på mineraler, främst koppar. Regionen är en av världens största exporter på koppar och det är en av Zambias viktigaste export.
Provinsen har fått sitt namn efter Kopparbältet, som går genom regionen. Ndola är huvudstad.

## Geografi
Copperbelt ligger på den östra delen av den Centralafrikanska platån och en stor del av provinsen ligger mellan 900 och 1 500 m.ö.h. En biflod till Zambezifloden flyter söderut genom nästan hela regionen. Längs floden finns det träsk, annars består naturen mest av öppen mark med buskar, träd och högt gräs.

## Historia
Arkeologiska upptäckter visar tecken på att människor bott runt provinsen sedan stenåldern. Det finns även ett antal hällristningar. Hövdingadömen uppstod i början av 1600-talet. År 1902 upptäckte William Collier att det fanns koppar i marken, men det dröjde till på 1920-talet innan man började gräva. Brittiska Sydafrikakompaniet gjorde Copperbelt till en provins i Nordrhodesia, styrt av britter. I gruvstäderna  norr i provinsen tyckte man inte om kolonialstyret, särskilt inte efter federationen av Nord- och Sydrhodesia. När Zambia blev självständigt från britterna 1964 blev området en provins i det då nya landet Zambia.

## Mineral och industrier
Koppar bryts i flera städer, däribland Ndola, Chambishi, Chililabombwe och Kitwe. Förutom koppar bryts även uran och kobolt. Industrier exporterar även tyg, batterier, drycker, metallprodukter och cement. Subsistensjordbruk producerar bland annat jordnötter, majs, tobak, potatis och foder för djur.

## Gränser
Copperbelt gränsar till provinsen Katanga i Kongo-Kinshasa, som även den är rik på mineraler. Härifrån går landsvägen till Lubumbashi i Kongo-Kinshasa men på grund av inbördeskriget där har handeln mellan länderna nästan helt avstannat.